# Traktat wiedeński (1864)
Traktat wiedeński – traktat pokojowy zawarty 30 października 1864 w Wiedniu pomiędzy przedstawicielami Prus, Austrii i Danii. Zakończył on wojnę pomiędzy koalicją prusko-austriacką a Królestwem Danii.
Przegrana Dania na mocy traktatu musiała zrzec się około jednej trzeciej swojego terytorium. Jak głosił główny punkt układu: Król Danii zrzekł się wszelkich praw do Szlezwiku, Holsztynu i Lauenburga na rzecz cesarza Austrii i króla Prus oraz zobowiązał się uznać wszelkie zarządzenia, jakie wymienieni władcy w sprawie tych księstw podejmą. Oznaczało to pełną swobodę działania dla obu państw niemieckich, które początkowo ustanowiły kondominium nad trzema księstwami. Już 14 sierpnia 1865 zawarły w Gastein umowę przyznającą Lauenburg Prusom w zamian za kwotę 2,5 mln koron duńskich. Zlikwidowano także kondominium, przyznając zarząd nad Księstwem Holsztynu Austrii, a nad Księstwem Szlezwiku Królestwu Prus.
Pokój w Pradze (1866) przyznawał Holsztyn Prusom. Austria w art. 5 zrzekła się swoich praw do Szlezwiku, ale Prusy, pod naciskiem Francji, zgodziły się dodać zobowiązanie, że w północnej części Szlezwiku przeprowadzą plebiscyt, i jeśli ludność wypowie się za Danią, ziemie te zostaną jej przekazane. Zobowiązanie to przy zawieraniu Dwuprzymierza Rzesza anulowała w dodatkowym układzie z Austro-Węgrami podpisanym w Wiedniu 11 października 1878, dopiero traktat wersalski 1919 w art. 109 wyegzekwował przeprowadzenie plebiscytu.